# انتخابات الرئاسة الكرواتية 2005
انتخابات الرئاسة الكرواتية 2005 هي الانتخابات الرئاسية التي جرت في 2005، في كرواتيا، لانتخاب رئيس كرواتيا، فاز بالانتخابات ستيبان ميسيتش.

## المرشحين
| المرشح        | الحزب | عدد الأصوات |
| ------------- | ----- | ----------- |
| ستيبان ميسيتش |       |             |